# Pittsburgh Open 1979
Il Pittsburgh Open 1979 è stato un torneo di tennis giocato sul sintetico indoor. È stata la 1ª edizione del torneo, che fa parte del WTA Tour 1979. Si è giocato a Pittsburgh negli USA dal 10 al 16 settembre 1979.

## Campionesse

### Singolare
Sue Barker ha battuto in finale  Renée Richards con il punteggio di 6–3, 6–1

### Doppio
Sue Barker /  Candy Reynolds hanno battuto in finale  Bunny Bruning /  Jane Stratton con il punteggio di 6–3, 6–2